# Kaaps-Afrikaans
Het Kaaps-Afrikaans is een dialect van het Afrikaans dat vooral in de provincie West-Kaap wordt gesproken. Het dialect is meer beïnvloed door het Maleis dan het Standaardafrikaans. Het dialect wordt vooral aan de kust en in Kaapstad gesproken. Het dialect, zoals het in nette vorm gesproken wordt, is voor Nederlandstaligen goed te verstaan. Een belangrijke reden is de lange blootstelling van het Kaaps-Afrikaans aan het Nederlands. Het Nederlands en Kaaps-Afrikaans hadden tussen 1652 en 1930 een dagelijkse diglossie-relatie, omdat het Nederlands toen de standaardtaal was van de Afrikaanssprekenden in de West-Kaap.
De diglossie-relatie tussen het Kaaps-Afrikaans en Nederlands was veel langer dan bij andere dialecten van het Afrikaans, omdat deze dialecten pas veel later (begin negentiende of zelfs begin twintigste eeuw) ontstonden.
Binnen het Kaaps-Afrikaanse dialect zijn de Kleurlingen het sterkst vertegenwoordigd. In sommige buurten is het dialect zeer beïnvloed door het Engels.
Op basis van de Feature Frequentie methode kan men stellen dat het Kaaps-Afrikaans (ook) een Nederlands dialect is.
- Nederlands
  - Afrikaans
    - Kaaps-Afrikaans

Andere dialecten zijn Oostgrens-Afrikaans, Oranjerivier-Afrikaans en Oorlangs.